# 稲福高廣
稲福 高廣（いなふく たかひろ、Takahiro Inafuku、1992年7月7日 - ）は、日本の作曲家、編曲家、ピアニスト。株式会社福プロダクション 代表取締役 社長。

## 概要
沖縄県那覇市首里出身。沖縄県立首里高等学校、東京音楽大学作曲科卒業。
小学生時代に放映されていた宮崎駿監督作品『千と千尋の神隠し』の音楽に強く影響を受け作曲家を目指す。音楽大学在学時より精力的に作曲家のアシスタント活動を通し映画音楽などの劇伴作品に魅力を感じる。
作編曲活動の他にも、2022年1月より作家事務所『福プロダクション』代表を務め、作曲家・アーティストの育成にも精力的に取り組んでいる。

## 主な作品

### ゲーム
- 2018年
  - ケリ姫スイーツ
  - テニスの王子様 Rising Beat（一部編曲）
  - グリモア〜私立グリモワール魔法学校〜
- 2019年
  - 八月のシンデレラナイン
- 2021年
  - takt.op（プロモーション編曲）
- 2022年
  - コードギアス 反逆のルルーシュ ロストストーリーズ（作曲:ZENTA）オーケストレーション

### アニメ
- 2018年
  - 爆釣バーハンター 作曲:若林タカツグ（一部作編曲）
- 2020年
  - あにめたまご2020『レベッカ』作曲:若林タカツグ（一部編曲）
- 2024年
  - 妖怪学校の先生はじめました![1]

### 映画
- 2019年
  - 東映まんがまつり 爆釣バーハンター 作曲:若林タカツグ（一部作編曲）
- 2020年
  - 异兽觉醒[Alien Invasion]（若林タカツグと共同）
- 2022年
  - ぼくらのサバイバルウォーズ（一部楽曲制作）
  - ウラギリ 監督：中前勇児（若林タカツグと共同）
  - それぞれの花 監督：中前勇児（若林タカツグと共同）

### ライブ
- 2021年
  - なにわ男子 First Arena Tour 2021 ＃なにわ男子しか勝たん（一部楽曲制作）
  - 美 少年 サマステライブ2021（一部楽曲制作）
  - 乃木坂46 9th YEAR BIRTHDAY LIVE（一部楽曲制作）
- 2022年
  - なにわ男子 Debut Tour 2022 1st Love（一部楽曲制作）

### 舞台 / ミュージカル
- 2021年
  - DREAM BOYS 演出:堂本光一 （一部楽曲制作）
- 2022年
  - 流星の音色 演出:滝沢秀明 主演:京本大我 （一部楽曲制作）

### パチンコ
- 2018年
  - Pリング呪いの7日間2「虚ろの花」（作曲）

## 主な共演アーティスト
| - Assy - Anly - 井上苑子 - 岩崎宏美 | - Aimer - 風村怜汰 - 加藤登紀子 - Kiroro（玉城千春） | - King&Prince - Sonar Pocket - なにわ男子 - 美 少年 | - DEED - 富士葵 - 乃木坂46 - 八神純子 | - D-51（YASU） - 渡辺美里 |